# 吉良の仁吉
吉良の仁吉（二吉とも書く。きらのにきち、本名：太田 仁吉、天保10年（1839年） - 慶応2年4月8日（1866年5月22日））は、清水次郎長の兄弟分として幕末期に活躍した侠客。

## 生涯
三州吉良横須賀（現・愛知県西尾市吉良町）に没落武士の子として生まれた。無口だが腕っ節と相撲が強く、相撲の上での喧嘩で侠客の親分の寺津の間之助に匿われたのがきっかけとなり、18歳から3年間を次郎長の下で過ごした。次郎長と兄弟の盃まで交わす仲となった後、吉良に帰り吉良一家を興した。
侠客の穴太（あのう）の徳次郎が、次郎長一家が世話をした伊勢の吉五郎の縄張りであった伊勢荒神山（こうじんやま）を奪ったため、徳次郎の手下や岡っ引らの仲介をも断って、世に言う「荒神山の喧嘩（血闘）」に乗り込んだ。喧嘩で吉五郎側は勝利を収めたが、仁吉は鉄砲で撃たれた上、斬られて死亡した。享年28。

## 人物
義理に厚く若くして義理に斃れた仁吉は後世、人情物の講談や浪花節（浪曲）、演劇や数々の映画、歌謡曲などの題材として よく取り上げられる存在となった。荒神山の喧嘩に吉五郎側として参加した一人で後に旅講釈師となった松廼家太琉が、講談師の三代目神田伯山にネタとして当時の様子を伝え、更に伯山の講談を浪曲師の二代目広沢虎造が節付けして浪花節としたことで広く知られるに至った
このため史実と作り話が混在して伝えられており、芝居や映画では仁吉は徳次郎の妹・お菊を妻に娶ったものの、吉五郎の助太刀のためにお菊を離縁したとされるが、仁吉には結婚歴はないため、後に創作されたものと言われる。

## 墓碑

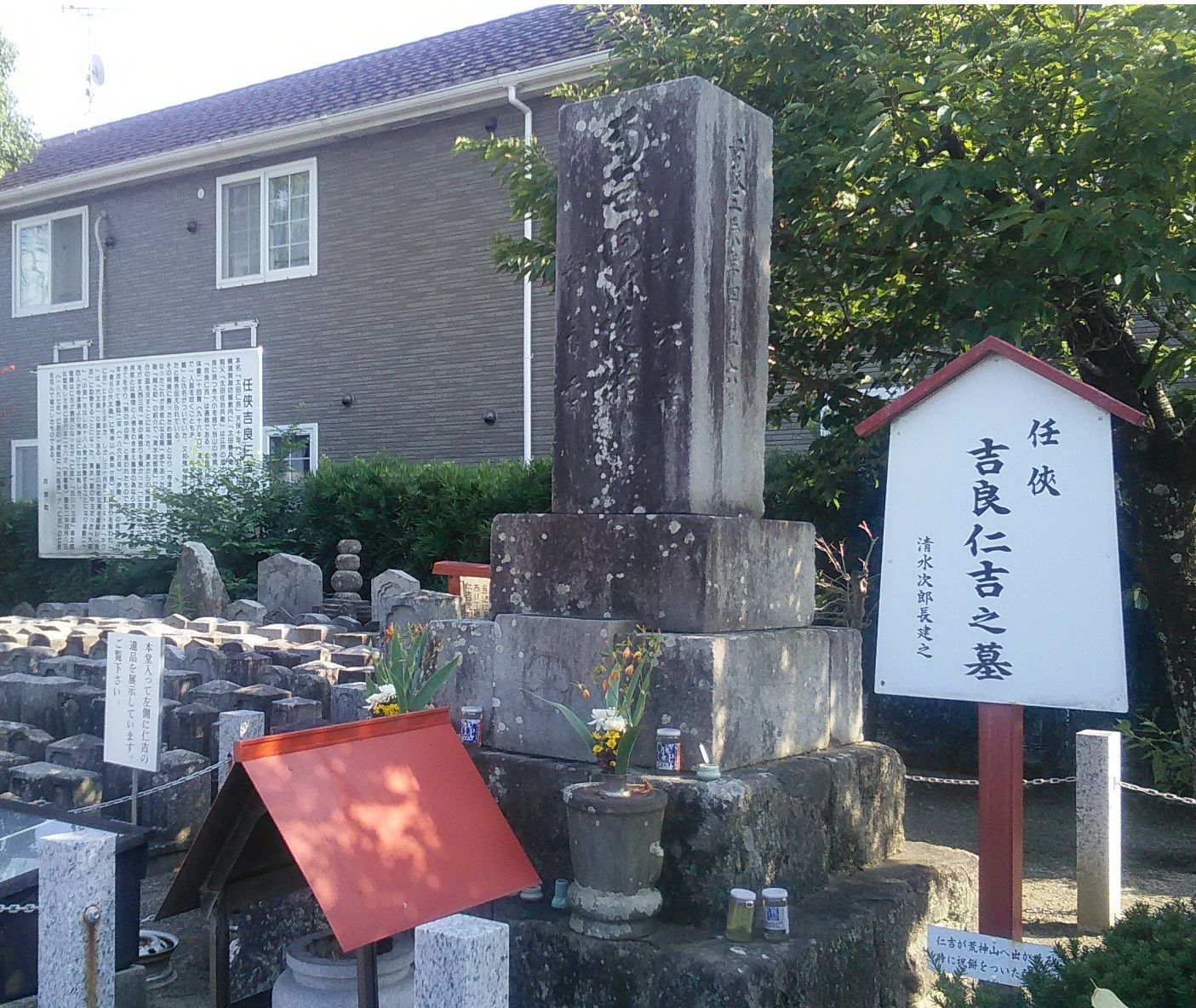
吉良の仁吉の墓(西尾市源徳寺)

墓はその一周忌に次郎長が太田家の遺族と共に建立したものが、今も生誕地の吉良町にある 源徳寺（真宗大谷派）に残っている。。現在、吉良町では吉良三人衆（他に尾崎士郎、吉良義央）の一人として、毎年6月に墓前祭を兼ねた「仁吉まつり」が行われている。